# Abetone
Abetone là một đô thị ở tỉnh Pistoia trong vùng Tuscany, có vị trí cách khoảng 60 km về phía tây bắc của Florence và khoảng 30 km về phía tây bắc của Pistoia. Tại thời điểm 31 tháng 12 năm 2004, đô thị này có dân số 699 và diện tích 31,2 km².
Abetone giáp các đô thị: Bagni di Lucca, Coreglia Antelminelli, Cutigliano, Fiumalbo.